# Hemliga Briggs
Hemliga Briggs (The Top Secret Life of Edgar Briggs) var en brittisk komediserie, som visades på ITV 1974. Edgar Briggs (David Jason) är en peronlig assistent till chefen för den brittiska Secret Intelligence Service som trots sin klumpighet löste fall efter fall.